# Jánovce (okres Galanta)
Jánovce (Hongaars: Dunajánosháza) is een Slowaakse gemeente in de regio Trnava, en maakt deel uit van het district Galanta.
Jánovce telt 467 inwoners.
De gemeente was tot na de Tweede Wereldoorlog vrijwel volledig Hongaarstalig. In 1948 werd het grootste deel van de bevolking gedwongen te verhuizen in het kader van de Tsjechoslowaaks-Hongaarse bevolkingsruil. 